# West Auckland
West Auckland ist ein Dorf im County Durham in North East England. Es liegt an der A 688 etwa 4 km südwestlich von Bishop Auckland. Das Flüsschen Gaunless trennt es von dem Nachbardorf Saint Helen Auckland.
Das Dorf war wohl schon im 11. Jahrhundert besiedelt. Mit dem Beginn des Kohleabbaus in der nahen Witton Park Colliery und insbesondere mit dem Bau der Stockton and Darlington Railway zum Abtransport dieser Kohle nahm die Zahl der Einwohner deutlich zu. Die Jungfernfahrt des Eisenbahnzuges begann am 27. September 1825 an der Brusselton-Höhe  rund 2 km südöstlich des Dorfes.  Die Eisenbahn überquerte das Flüsschen auf der Gaunless Bridge, der ersten eisernen Eisenbahnbrücke.